# Королевский военно-морской флот Канады
Королевский военно-морской флот Канады (англ. Royal Canadian Navy (RCN); фр. Marine royale canadienne) — вид вооружённых сил Канады. Является одним из трёх видов войск в составе объединённых канадских вооружённых сил. По состоянию на 2012 год флот состоял из 12 фрегатов, 4 патрульных подводных лодок, 2 судов обеспечения, 12 противоминных кораблей береговой обороны и 11 патрульных и учебных судов без вооружения. Флот обслуживают 8500 служащих в регулярной армии и 5000 служащих запаса, поддерживаемых 5000 гражданскими лицами. Вице-адмирал Крэйг Бейнс — нынешний Командующий Королевским канадским военно-морским флотом и начальник штаба флота.
До 1910 года береговую охрану Канады осуществляли Военно-морские силы Великобритании. 4 мая 1910 года была создана Военно-морская служба Канады, которая 29 августа 1911 года стала именоваться Королевским канадским военно-морским флотом. В 1968 году Королевский военно-морской флот Канады, Королевские военно-воздушные силы Канады и Сухопутные войска Канады были слиты, флот стал частью объединения Канадских вооружённых сил и был известен как Морское командование (англ. Maritime Command) до 2011 года, когда флоту было возвращено название «Королевский военно-морской флот Канады». На протяжении своей истории флот принимал участие в Второй мировой войне, Корейской войне, первой войне в Персидском заливе, нескольких миротворческих миссиях Организации Объединённых Наций и операциях НАТО.
По оценкам российских специалистов, военно-морским силам Канады отводится важная роль в обеспечении обороны страны, защите государственных интересов, а также в сохранении мира и стабильности в регионах Юго-Западной Азии, Персидского залива и Африки в соответствии с принятыми международными обязательствами в рамках ООН. Боевая готовность и возможности флота поддерживаются на уровне, соответствующем статусу Канады как «средней» мировой державы. Существующая национальная морская стратегия предусматривает наличие в стране высокомобильных и боеспособных ВМС, готовых к выполнению широкого спектра боевых задач на удалённых морских (океанских) и континентальных ТВД как самостоятельно, так и совместно с армией и ВВС Канады, а также с вооружёнными силами союзников. По своим возможностям ВМС Канады способны вести боевые действия преимущественно в прибрежных зонах любых регионов, но уступают боевым возможностям ВМС таких морских держав, как США, Великобритания и Франция.

## История

### 1910—1968

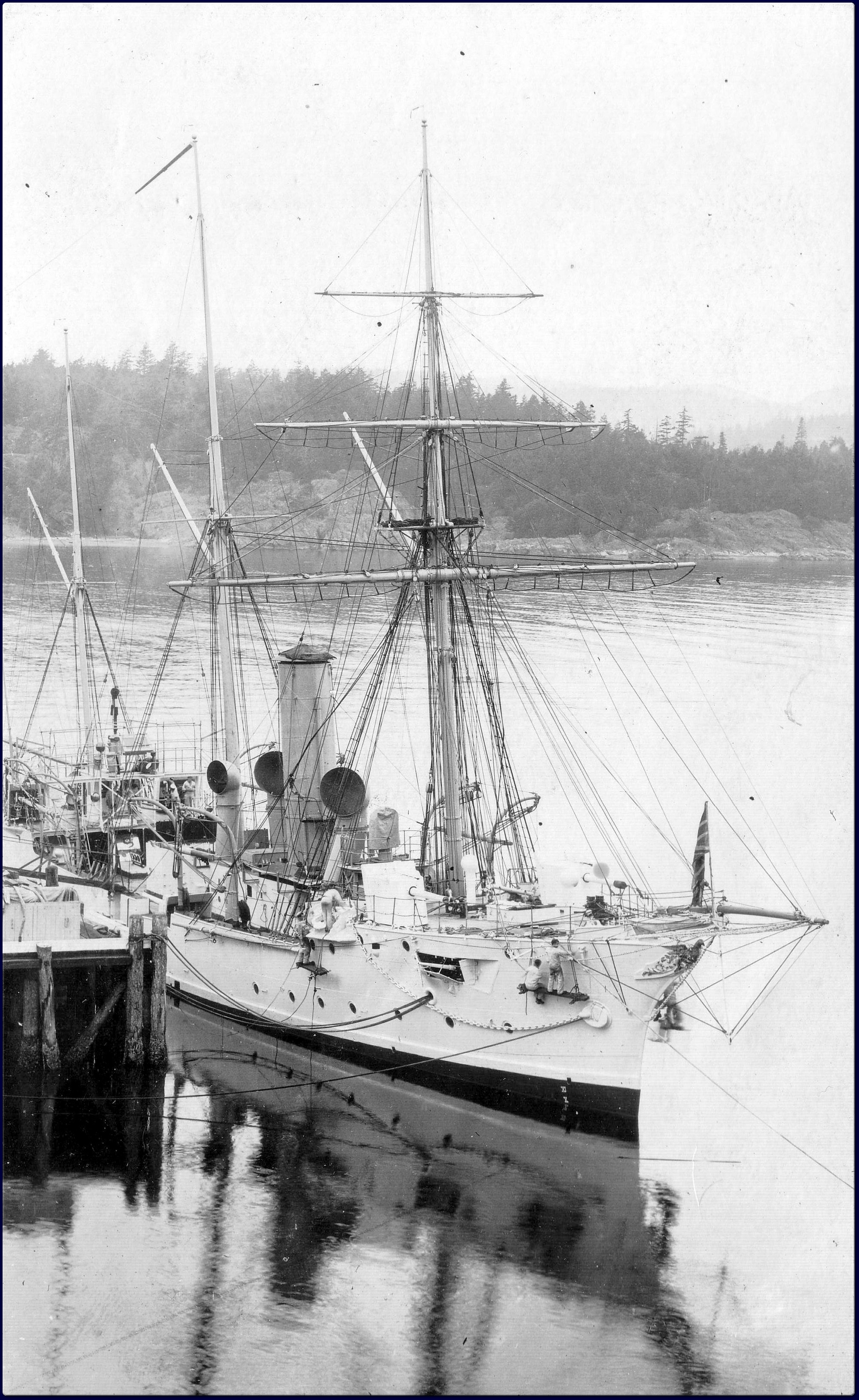
HMCS «Шируотер»

Законопроект о Военно-морской службе был подготовлен премьер-министром сэром Уилфридом Лорье. Согласно законопроекту Военно-морская служба Канады (NSC) была отдельным военно-морским флотом для доминиона, который в случае необходимости мог перейти под британский контроль. Законопроект получил королевскую санкцию 4 мая 1910 года. Изначально флот состоял из двух бывших кораблей Королевского военно-морского флота Великобритании, «Рейнбоу» и «Найоби». Служба была переименована в Королевский военно-морской флот Канады королём Георгом V 29 августа 1911 года.
В первые годы Первой мировой войны шесть кораблей Королевского военно-морского флота Канады патрулировали оба североамериканских — западное и восточное — побережья для сдерживания угрозы от императорского флота Германии, седьмой корабль «Шируотер» вступил в строй в 1915 году. Незадолго до конца войны в 1918 году была создана Королевская канадская военно-морская авиационная служба (RCNAS) для борьбы с подводными лодками; она была расформирована после перемирия 11 ноября 1918 года.
После войны Королевскому канадскому военно-морскому флоту были переданы определённые обязанности Морской службы Министерства транспорта. Медленно началось строительство флота, первые военные корабли, специально предназначенные для флота быть введены в эксплуатацию в 1932 году. К началу Второй мировой войны Королевский военно-морской флот Канады имел 11 боевых кораблей, 145 офицеров и 1674 моряков. Во время Второй мировой войны Королевский военно-морской флот Канады значительно увеличился и, в конечном счёте, стал отвечать за весь Северо-Атлантический театр военных действий. К концу войны Королевский военно-морской флот Канады стал третьим в мире по величине флотом союзников после Военно-морских сил США и Королевского военно-морского флота Великобритании. Во время битвы за Атлантику Королевский военно-морской флот Канады потопил 31 подводную лодку и потопил или захватил 42 вражеских надводных корабля. Флот потерял 24 кораблей и 1797 моряков на войне.
С 1950 по 1955 год во время корейской войны канадские эсминцы находились у Корейского полуострова, занимались корабельной огневой поддержкой и морской блокадой. Во время «холодной войны» военно-морской флот развивал противолодочные возможности для противодействия растущей угрозы военно-морского флота СССР. В 1960-е годы большинство кораблей Королевского военно-морского флота Канады времён Второй мировой войны было списано, произошло дальнейшее развитие его противолодочных возможностей путём приобретения вертолётов CH-124 Sea King, впервые использовались большие морские вертолёты на малых надводных кораблях. В то время Канада также использовала авианосец «Бонавентюр», нёсший палубные истребители F2H Banshee до 1962 года, а после — противолодочные самолёты CS2F Tracker.

### 1968—н.в.
В 1968 году при либеральном премьер-министре Лестере Пирсоне Королевский военно-морской флот Канады, Королевские военно-воздушные силы Канады и Армия Канады были объединены в формирование Канадских вооружённых сил, единую командную структуру под началом Министерства национальной обороны, в то время возглавляемого министром национальной обороны Полом Хеллайером. Спорное слияние привело к расформированию Королевского военно-морского флота Канады в качестве отдельного законного учреждения. Весь личный состав, корабли, самолёты и вертолёты перешли к Морскому командованию (MARCOM), формированию в составе Канадских вооружённых сил. Традиционный морской мундир был ликвидирован, и все моряки военно-морского флота были обязаны носить новую форму канадских вооружённых сил тёмно-зелёного цвета (цвета мундира английских стрелков), которую носили также лётчики и военнослужащие бывшей Армии. Палубная авиация продолжала находиться под Морским командованием, кроме того, Морскому командованию была передана береговая патрульная авиация бывших королевских канадских ВВС. В 1975 году было сформировано Авиационное командование, и морская авиация была передана Группе морской авиации Авиационного командования. Объединение канадских вооружённых сил в 1968 году — уникальный пример современных национальных вооружённых сил, в которых объединили ранее отдельные морские, сухопутные и авиационные части в единую службу.
В 1970-е годы были построены эсминцы класса «Ирокез», которые позже были обновлены до эсминцев противовоздушной обороны, а в конце 1980-х и начале 1990-х годов построены фрегаты класса «Галифакс». В 1990 году были развёрнуты три военных корабля для обеспечения операции Friction канадских сил в войне в Персидском заливе. В конце 1990-х годов были развёрнуты корабли Морского командования для патрулирования в Адриатическом море во время югославских войн и войны в Косово. Совсем недавно корабли Морского командования разворачивались в рамках операции Apollo канадских сил в войне в Афганистане и для борьбы с пиратством у берегов Сомали.
16 августа 2011 года Правительство Канады объявило о возвращении исторических имён, Морское командование переименовано обратно в Королевский военно-морской флот Канады, Командование сухопутных войск — в Армию Канады, Авиационное командование — в Королевские военно-воздушные силы Канады.

## Организационная структура

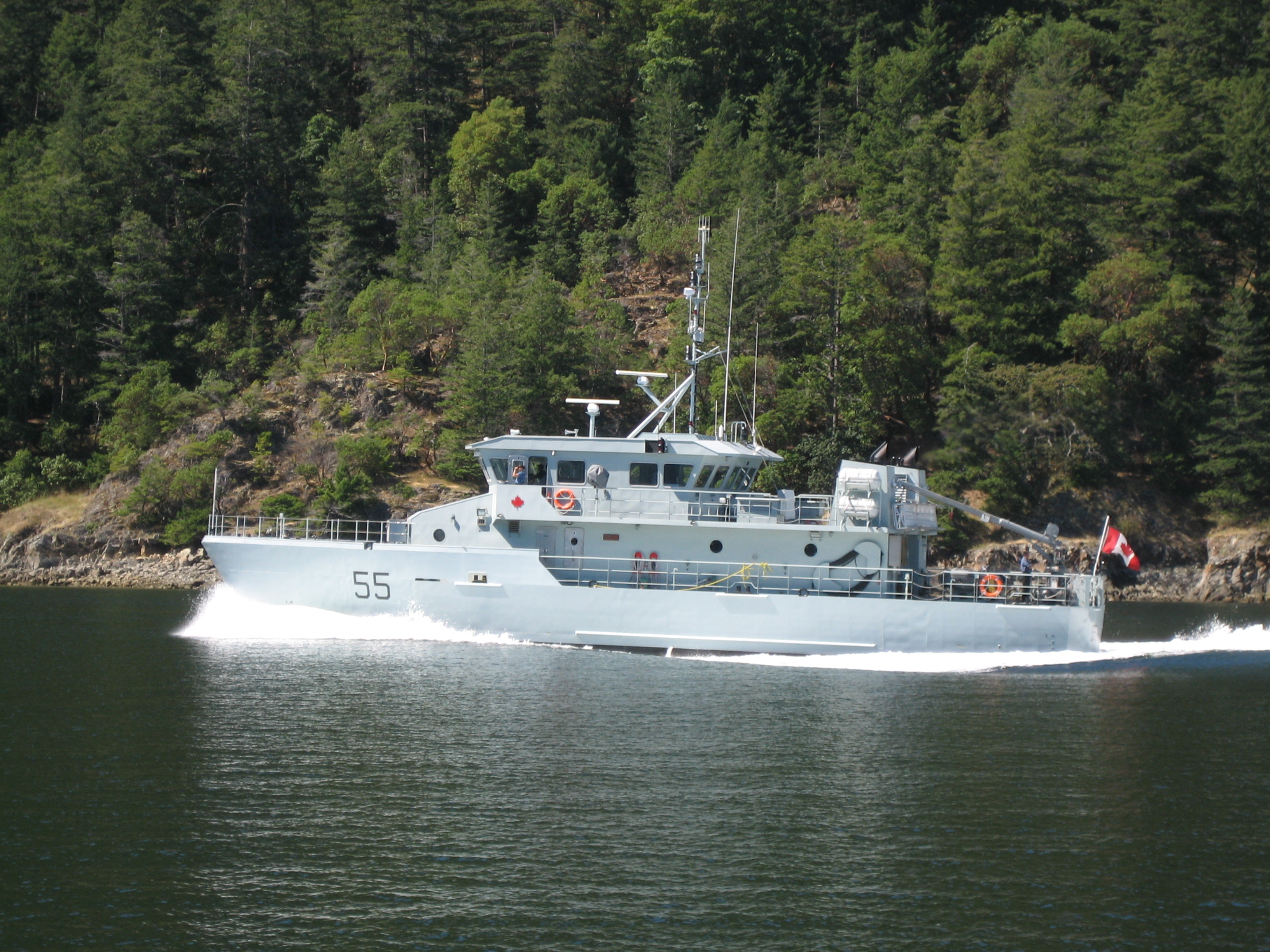
Патрульный катер «Орка»

Королевский военно-морской флот Канады управляется Командующим королевским канадским военно-морским флотом через штаб флота. Командующий королевским канадским военно-морским флотом базируется в Штаб-квартире Министерства национальной обороны, Оттава, Онтарио. Вице-адмирал Крэйг Бейнс — нынешний Командующий Королевским канадским военно-морским флотом и начальник штаба флота.
Три формирования — Военно-морские силы в Тихом океане, Военно-морские силы в Атлантическом океане и Военно-морской резерв — находятся в непосредственном подчинении Командующего королевским канадским военно-морским флотом.

### Военно-морские силы в Атлантическом океане

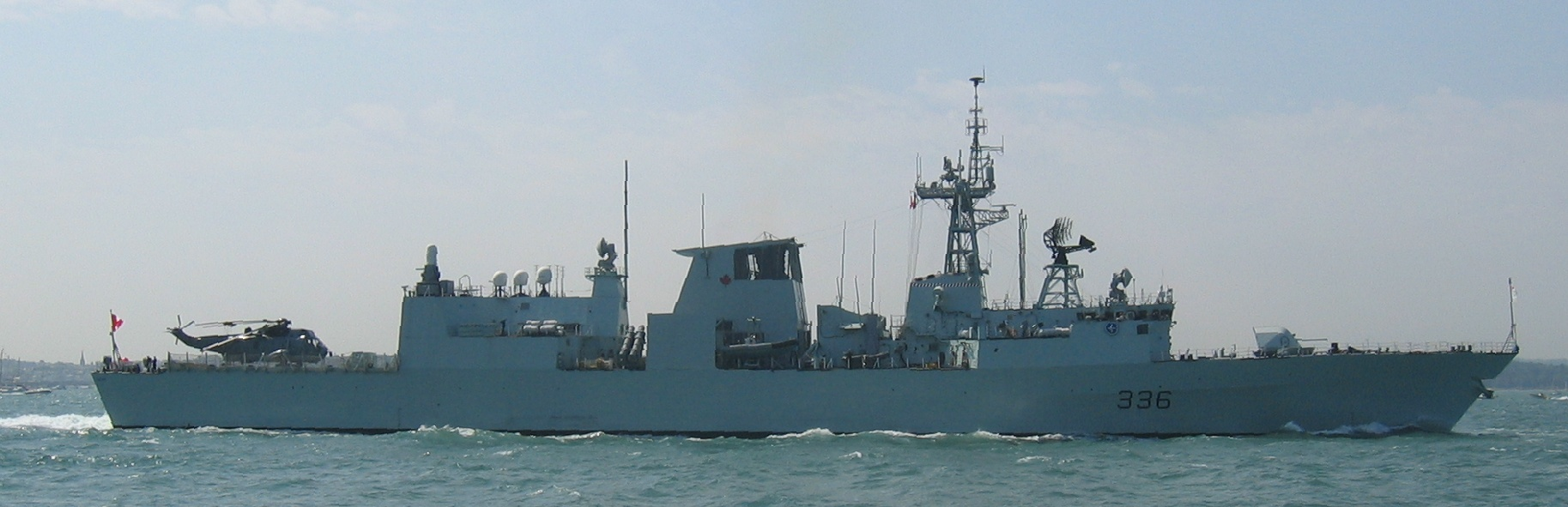
Фрегат HMCS «Монреаль»

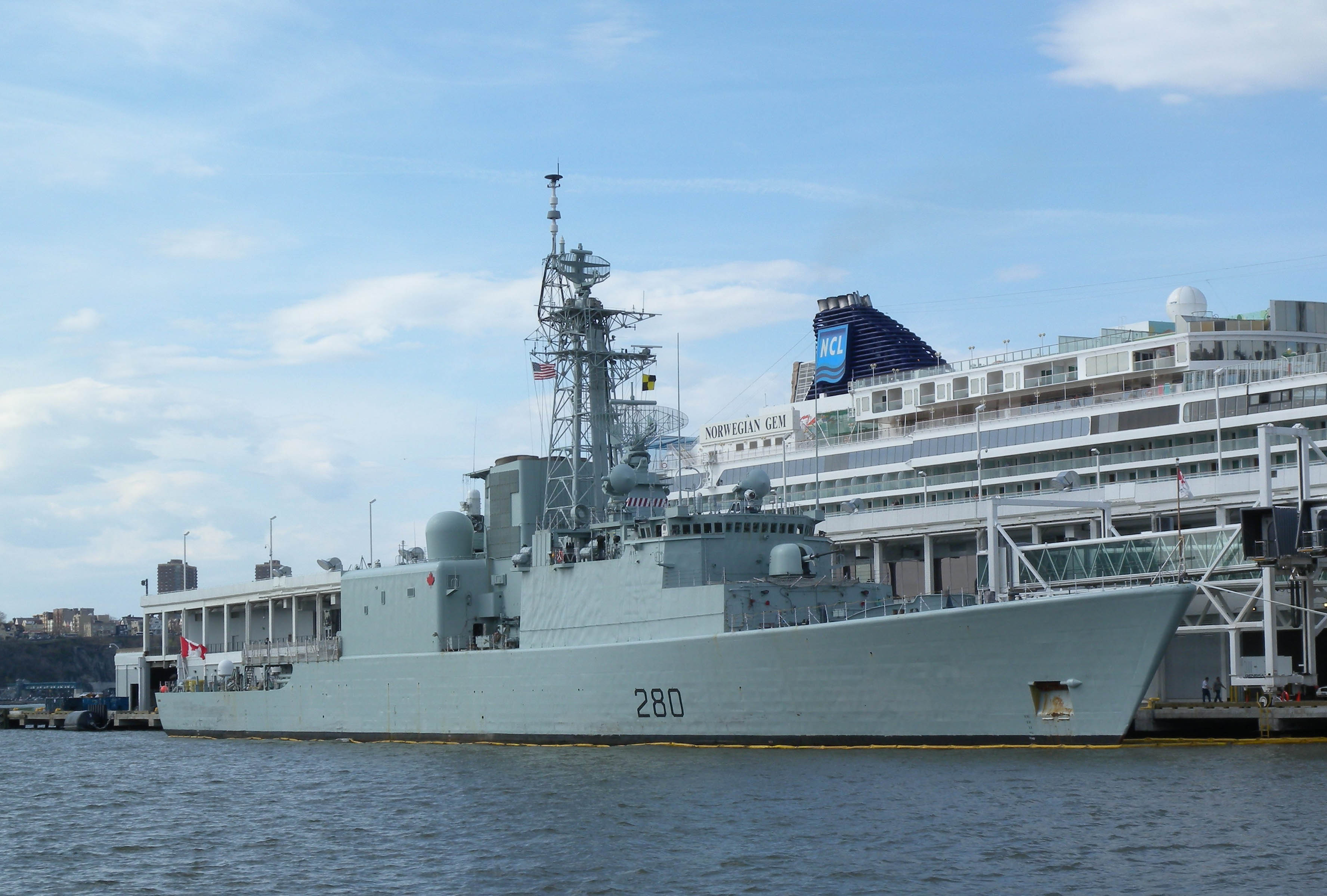
Эсминец HMCS «Ирокез»

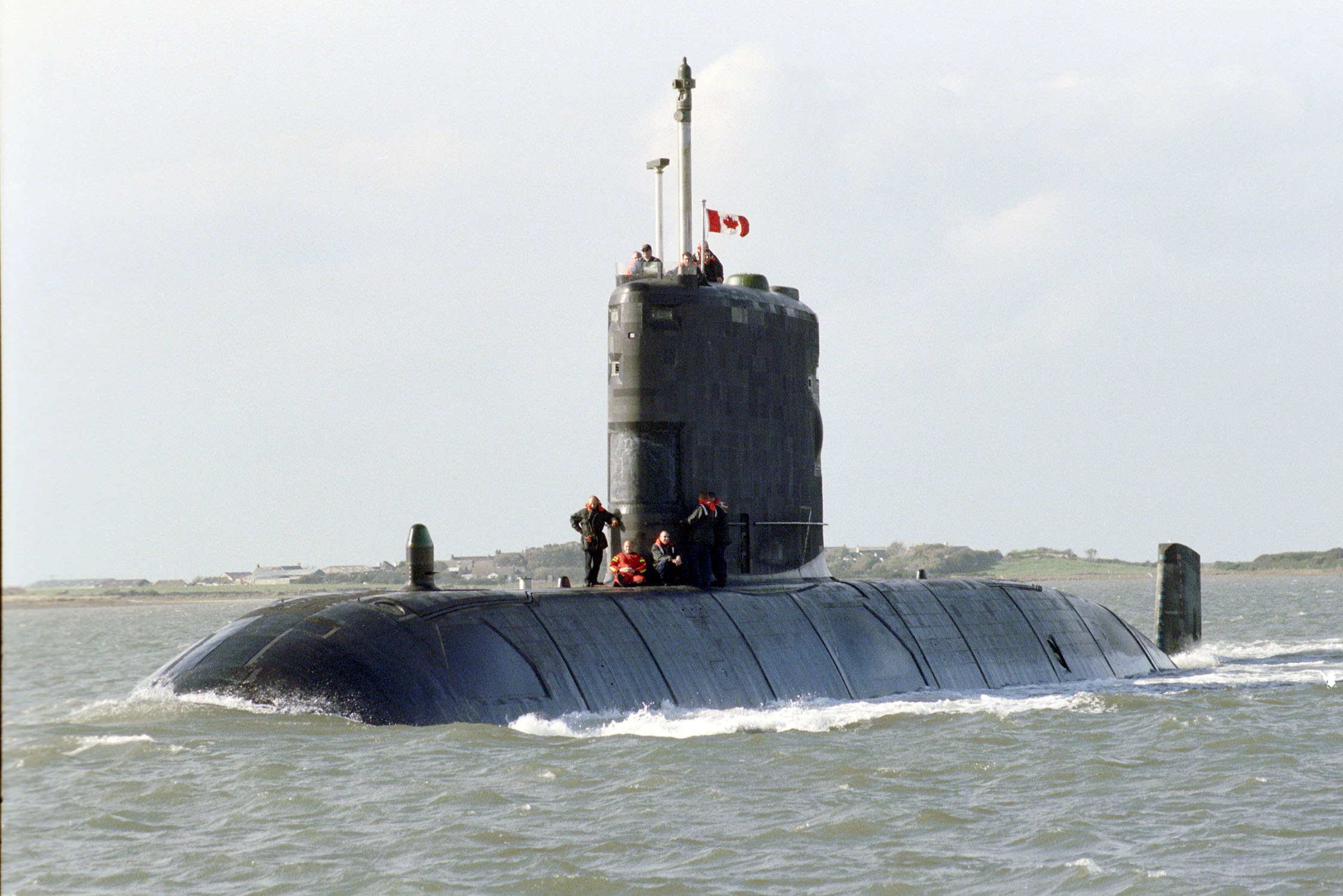
Подводная лодка HMCS «Виндзор»

Атлантическая флотилия, известная как Военно-морские силы в Атлантическом океане (MARLANT), имеет штаб-квартиру и порт приписки на базе «Галифакс» в Галифаксе, Новая Шотландия. Флотилия имеет базу поддержки «Сент-Джонс» в Сент-Джонсе, Ньюфаундленд и Лабрадор. К Атлантической флотилии прикреплено 12-е крыло Шируотер, которое расквартировано на базе «Шируотер» в Шируотере, Новая Шотландия, и обеспечивает флотилию поддержкой палубной авиации. 14-е крыло Гринвуд оказывает поддержку флотилии самолётами CP-140 Aurora 404-й эскадрильи морских патрульных и учебных самолётов и 405-й эскадрильи морских патрульных самолётов. Флотилия имеет артиллерийский склад «Бедфорд», который занимает весь северный берег гавани Бедфорд Бейсин, комплекс обеспечения работы флота «Кейп-Скотт» и две радиостанции — «Ньюпорт Корнер» и «Милл-Коув».
Флотилия состоит из 17 кораблей и подводных лодок и насчитывает более 5000 военнослужащих и 2000 гражданского персонала. Отвечает за исключительную экономическую зону на Восточном побережье, за зону ответственности Канады в Атлантическом океане и восточной части Северного Ледовитого океана.
Нынешний Командующий Объединённой оперативной группой «Атлантик» и Командующий Военно-морских сил в Атлантическом океане — контр-адмирал Брайан Сантарпиа.
Состав Атлантической флотилии:
- штаб,
- флотилия из 17 кораблей (семь многоцелевых патрульных фрегатов, два эсминца противовоздушной обороны с управляемым ракетным оружием, шесть кораблей береговой обороны, один нефтяной танкер-заправщик «Призервер», одна подводная лодка «Виндзор»)[13]
- 5-я морская оперативная группа.
- морской учебный центр «Атлантик»
- отряд боевых пловцов-водолазов «Атлантик»

### Военно-морские силы в Тихом океане

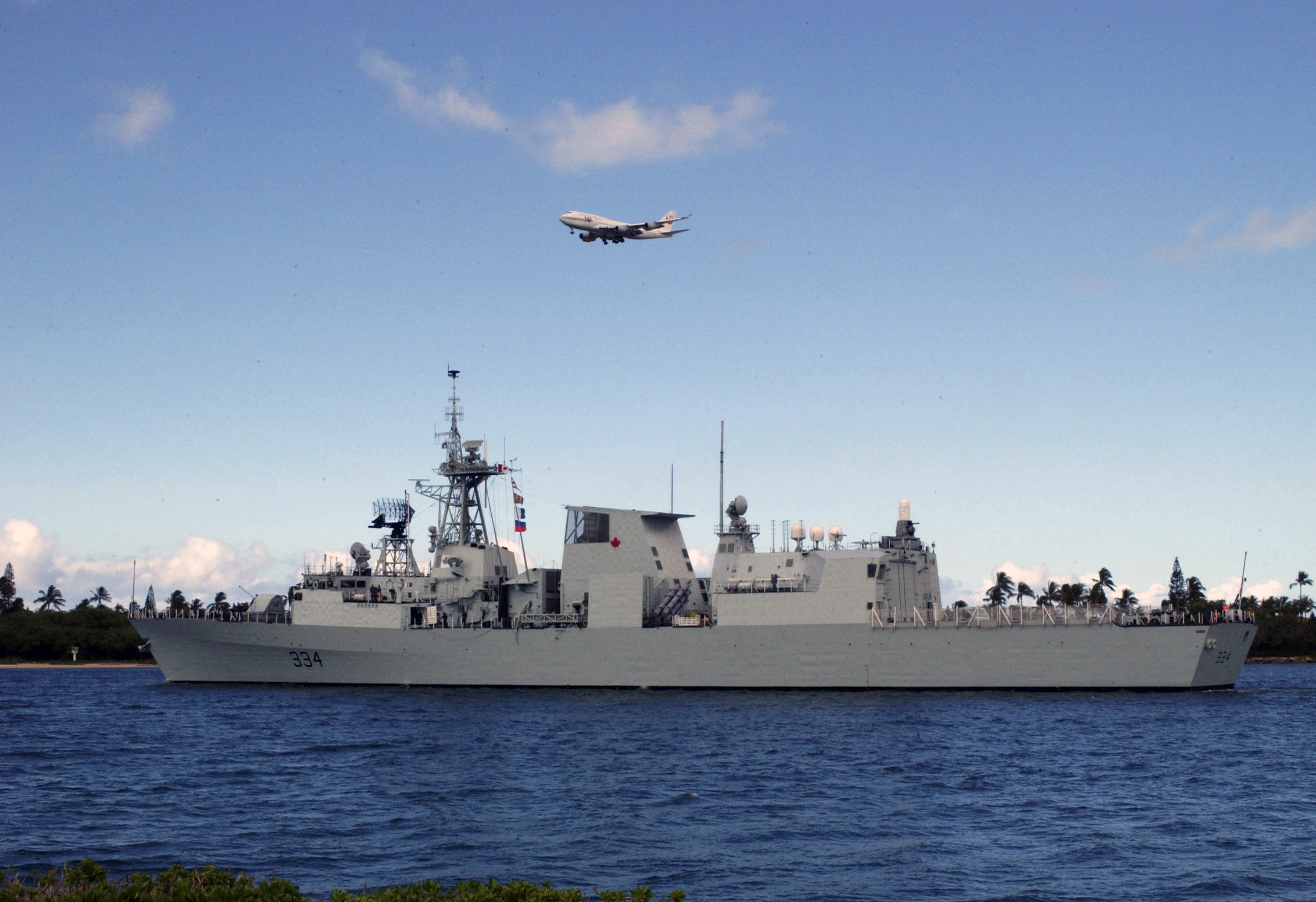
Фрегат HMCS «Реджайна»

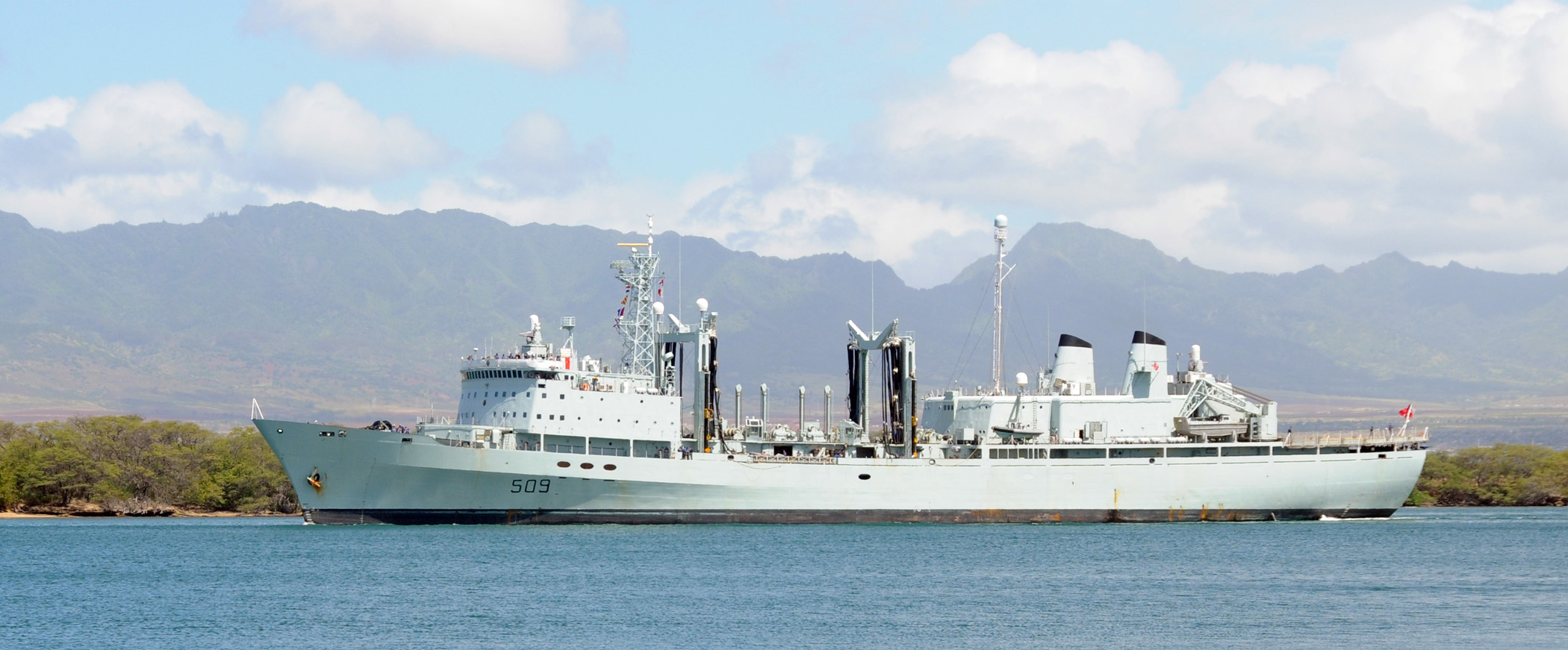
Танкер-заправщик HMCS «Протектёр»

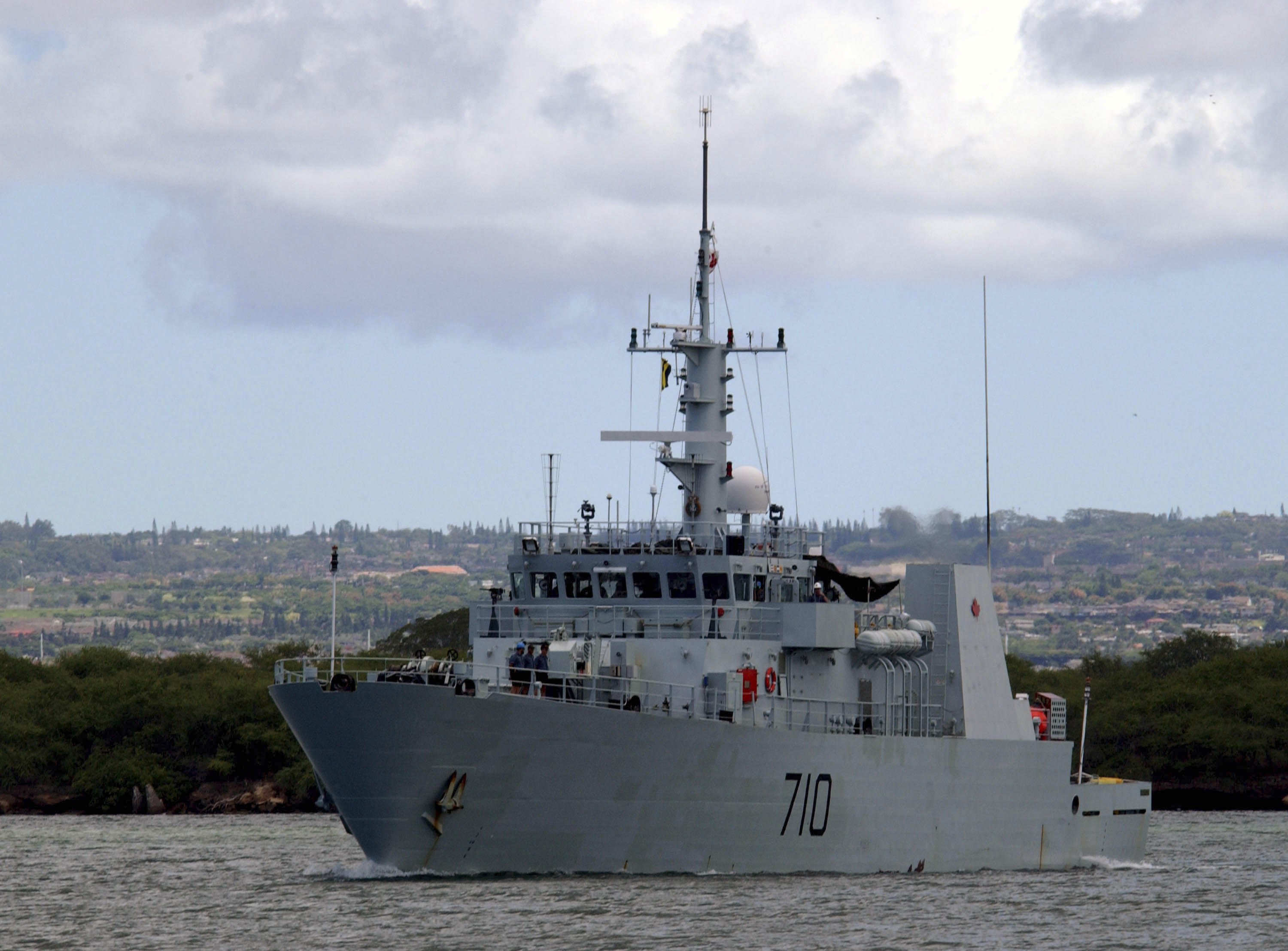
Корабль береговой обороны HMCS «Брэндон»

Тихоокеанская флотилия, известная как Военно-морские силы в Тихом океане (MARPAC), имеет штаб-квартиру на базе «Эскуаймолт» в провинции Британская Колумбия в регионе Большая Виктория.
Флотилия состоит из 16 кораблей и подводных лодок и насчитывает более 4000 военнослужащих и 2000 гражданского персонала. Отвечает за исключительную экономическую зону на Западном побережье, за зону ответственности Канады в Тихом океане и восточной части Северного Ледовитого океана. Комплекс обеспечения работы флота «Кейп-Бретон» ремонтирует и обслуживает Тихоокеанскую флотилию. К флотилии прикреплена 443-я морская вертолётная эскадрилья Королевских военно-воздушных сил Канады, которая базируется в Международном аэропорту Виктория и находится под контролем 12-го крыла Шируотер. Эскадрилья обеспечивает флотилию поддержкой палубных вертолётов CH-124 Sea King, в то время как 407-я эскадрилья морских патрульных самолётов дальнего действия 19-го крыла Комокс обеспечивает поддержку самолётами CP-140 Aurora.
Состав Тихоокеанской флотилии:
- штаб
- флотилия из 16 кораблей (пять многоцелевых патрульных фрегатов, один эсминец противовоздушной обороны с управляемым ракетным оружием «Алгонкин», шесть кораблей береговой обороны, один нефтяной танкер-заправщик «Протектёр», три подводные лодки класса «Виктория»)
- 4-я морская оперативная группа
- отряд боевых пловцов-водолазов «Пацифик»
- два отряда портовой безопасности
- два отряда контроля за судоходством

### Военно-морской резерв
Штаб военно-морской резерва (NAVRESHQ) расположен в военно-морском комплексе в Пуэнт-а-Карси в городе Квебек. Резерв поделён на 24 военно-морские резервные дивизии, распределённые по стране. На базе в Квебеке располагается Школа флота «Квебек» Канадских вооружённых сил и подразделение HMCS «Монткальм». Резерв насчитывает более 4000 военнослужащих запаса.

## Флот

### Боевые корабли
Основу канадского военно-морского флота составляют 33 боевых корабля: 12 многоцелевых патрульных фрегатов типа «Галифакс», два танкера-заправщика типа «Протектёр», 12 кораблей береговой обороны типа «Кингстон», восемь патрульных катеров типа «Орка», четыре подводные лодки типа «Виктория»), примерно поровну распределённые между Атлантической и Тихоокеанской флотилиями, и около 30 вспомогательных кораблей. Королевский военно-морской флот Канады также обслуживает и эксплуатирует HMCS «Ориол», исторический парусник, принятый в эксплуатацию в 1921 году как учебно-тренировочный корабль, который является старейшим из нынешних кораблей флота. 
10 июля 2020 г. из морского порта Галифакс (пров. Новая Шотландия, Канада) для проведения серии финальных испытаний вышел в море новый патрульный корабль ВМС Канады "Гэри Дэвульф", способный выполнять задачи в арктических широтах. Данный корабль планируется ввести в боевой состав ВМС Канада к концу лета 2020 г.

### Вспомогательные корабли
Флот использует вспомогательные корабли для поддержки Канадских вооружённых сил, которые не являются боевыми и не несут префикс HMCS в названии. Среди них: восемь патрульных катеров типа «Орка», пять буксиров типа «Виль», пять буксиров типа «Глен» и два пожарных катера типа «Файер».

### Авиация
С 1975 года вся авиация Королевского канадского военно-морского флота входит в 1-ю Канадскую авиационную дивизию Королевских военно-воздушных сил Канады. С 1995 года все вертолёты CH-124 Sea King входят в 12-е крыло Шируотер и базируются на базе «Шируотер», Новая Шотландия и в Международном аэропорту Виктория, Британская Колумбия. Подобным образом все противолодочные патрульные самолёты CP-140 Aurora вошли в 14-е крыло Гринвуд и 19-е крыло Комокс. В строю стоят 27 палубных вертолётов CH-124 Sea King и 18 самолётов CP-140 Aurora.

## Оперативное развёртывание
Начиная с 1990-х годов ВМС Канады, как отмечают военные специалисты, последовательно расширяют зону своей ответственности по защите национальных интересов и выполнению международных обязательств за пределы Атлантического и Тихого океанов. Развёртывание канадских ВМС производится на регулярной основе практически во всех регионах мира.
Начиная с августа 1990 года, когда в ходе войны в Персидском заливе в Аравийское море была направлена оперативная группа из трёх канадских боевых кораблей, ВМС Канады постоянно участвуют в осуществлении контроля за обстановкой на Ближнем и Среднем Востоке.
В 1993 году ВМС Канады участвовали в контроле за выполнением условий эмбарго, наложенного ООН на Гаити, участвовали в операциях коалиционных сил в Адриатическом море, в Сомали и Восточном Тиморе.
В июне 1999 года в ходе операции ОВМС НАТО «Детерминд форс»[прояснить] против Югославии канадский контингент в составе 800 военнослужащих, 35 единиц бронетехники и восьми вертолётов был переброшен в порт Салоники по морю.
На регулярной основе командование ВМС Канады направляет по одному кораблю в состав постоянного соединения ОВМС НАТО на Атлантике и периодически — в состав постоянного соединения на Средиземном море, а также в Персидский залив.
В 2001 году шесть боевых кораблей были направлены на Средний Восток и в Аравийское море для поддержки операции многонациональных сил в Афганистане.

## Префикс кораблей
Поскольку Канада является королевством в личной унии с Великобританией, боевые корабли Королевского канадского военно-морского флота имеют префикс HMCS (англ. Her/His Majesty’s Canadian Ship) — Канадский Корабль Её (Его) Величества. Для подводных лодок Королевского канадского военно-морского флота используется тот же префикс — HMCS, который в данном случае расшифровывается как (англ. Her/His Majesty’s Canadian Submarine) — Канадская подводная лодка Её/Его Величества.

## Флаги кораблей и судов
| Флаг | Гюйс | Гюйс вспомогательных кораблей и судов | Вымпел боевых кораблей |
| ---- | ---- | ------------------------------------- | ---------------------- |
|      |      |                                       |                        |

## Знаки различия
Главнокомандующий Канадскими вооружёнными силами
| Код НАТО                  | Vice Regal        |
| ------------------------- | ----------------- |
| Нарукавный шеврон и погон |                   |
| Воинское звание           | Главнокомандующий |
| Аббревиатура              | C-in-C            |

### Офицеры
Офицеры канадских вооружённых сил имеют звания, соответствующие кодам НАТО в пределах от OF-1 до OF-9. Звание ранга OF-9 только у начальника штаба обороны, который может быть офицером одного из трёх видов вооружённых сил. Высшим званием в современной структуре Королевского канадского военно-морского флота является звание ранга OF-8, вице-адмирал, Командующий Королевским военно-морским флотом Канады и начальник штаба флота. Ранги с OF-6 (коммодор) до OF-9 (адмирал) — флагманы, с OF-3 (лейтенант-коммандер) до OF-5 (капитан) — старшие офицеры, OF-1 (младший лейтенант) и OF-2 (лейтенант) — младший офицерский состав. Морские кадеты — низшие офицеры. Все, кроме низших офицеров, получают полномочия от королевы Канады. Документ о полномочиях подписывается генерал-губернатором Канады в качестве главнокомандующего и министром национальной обороны. Кадетам даются полномочия при получении звания младший лейтенант флота — стажёр.
Военно-морских офицеров готовят в Королевском военном колледже Канады на базе «Кингстон», Онтарио, в Королевском военном колледже Сен-Жан в Сен-Жан-сюр-Ришельё, Квебек, в Учебном центре морских офицеров на базе «Эскуаймолт», Британская Колумбия и в Военно-морском инженерном училище на базе «Галифакс», Новая Шотландия. Отдельные кандидаты может стать офицерами без посещения королевского военного колледжа; такой способ известен как способ прямой записи в офицеры (DEO). Старший сержантский состав также может стать офицерами по предложению комиссии на основании того, что их уровень подготовки и опыта даёт сопоставим с знаниями специалиста; это называется способом полномочий из рейтинга (CFR). Сержанты, которым предлагается такая возможность, как правило, старшины 1-й статьи или выше, с 20 или более лет выслуги.
| Код НАТО          | Cadet         | OF-1                             | OF-1                    | OF-2      | OF-3                |
| ----------------- | ------------- | -------------------------------- | ----------------------- | --------- | ------------------- |
| Нарукавный шеврон |               |                                  |                         |           |                     |
| Воинское звание   | Морской кадет | Младший лейтенант флота — стажёр | Младший лейтенант флота | Лейтенант | Лейтенант-коммандер |
| Аббревиатура      | NCdt          | A/Slt                            | SLt                     | Lt(N)     | LCdr                |

| Код НАТО          | OF-4      | OF-5    | OF-6     | OF-7          | OF-8         | OF-9    |
| ----------------- | --------- | ------- | -------- | ------------- | ------------ | ------- |
| Нарукавный шеврон |           |         |          |               |              |         |
| Воинское звание   | Коммандер | Капитан | Коммодор | Контр-адмирал | Вице-адмирал | Адмирал |
| Аббревиатура      | Cdr       | Capt(N) | Cmdre    | RAdm          | VAdm         | Adm     |

### Сержанты и матросы
Сержанты канадских вооружённых сил имеют звания, соответствующие кодам НАТО в пределах от OR-2 до OR-9. OR-9, OR-8 и OR-7 — старшины, они же вместе с OR-6 — старший сержантский состав, OR-5 и OR-4 — младший сержантский состав, OR-3 и OR-2 — младшие звания.
Весь сержантский состав регулярных канадских вооружённых сил проходит базовое обучение в Школе лидерства и новобранцев канадских вооружённых сил в Сен-Жан-сюр-Ришельё. Новобранцы затем проходят специализированное обучение в различных местах по всей Канаде.
| Код НАТО        | OR-9                         | OR-8                         | OR-7                 | OR-6                 | OR-5           | OR-4           | OR-3               | OR-2               |
| --------------- | ---------------------------- | ---------------------------- | -------------------- | -------------------- | -------------- | -------------- | ------------------ | ------------------ |
| Погон           |                              |                              |                      |                      |                |                |                    |                    |
| Воинское звание | Главный старшина 1-го класса | Главный старшина 2-го класса | Старшина 1-го класса | Старшина 2-го класса | Главный матрос | Старший матрос | Матрос 1-го класса | Матрос 2-го класса |
| Аббревиатура    | CPO1                         | CPO2                         | PO1                  | PO2                  | MS             | LS             | AB                 | OS                 |